# Miquel Arcàngel Baltà i Botta
Miquel Arcàngel Baltà i Botta (Barcelona, 1892 - Barcelona, 1964) fou un químic, farmacèutic i polític català. Descendia de piemontesos lliberals refugiats a Catalunya a l'època de Giuseppe Garibaldi per part de mare. Estudià al Liceu Poliglota i a la Universitat de Barcelona. Introduït en el catalanisme de ben jove, era cunyat de Josep Maria Batista i Roca i d'Alfons Maseras i deixeble del filòsof i biòleg Ramon Turró i Darder, i regentava la farmàcia Botta Baltà a Barcelona, que fou centre de reunions polítiques. Era conegut pel jovent com Papa Baltà.
El 1916 ingressà a la Lliga Regionalista i l'any 1924 fou un dels fundadors, principal dirigent i instructor de la Societat d'Estudis Militars. Acusat sense proves de formar part del complot del Garraf, fou empresonat del 1925 al 1927 per la dictadura de Miguel Primo de Rivera, però la causa, sorprenentment, fou sobreseguda i s'exilià a França. El 14 d'abril de 1931 fou un dels caps de la Guàrdia cívica del president Francesc Macià. En acabar la guerra civil espanyola tornà a exiliar-se, i aviat s'establí a Cuba, d'on tornà el 1961.